# Bothriochloa barbinodis
Bothriochloa barbinodis là một loài thực vật có hoa trong họ Hòa thảo. Loài này được (Lag.) Herter mô tả khoa học đầu tiên năm 1940.

## Hình ảnh

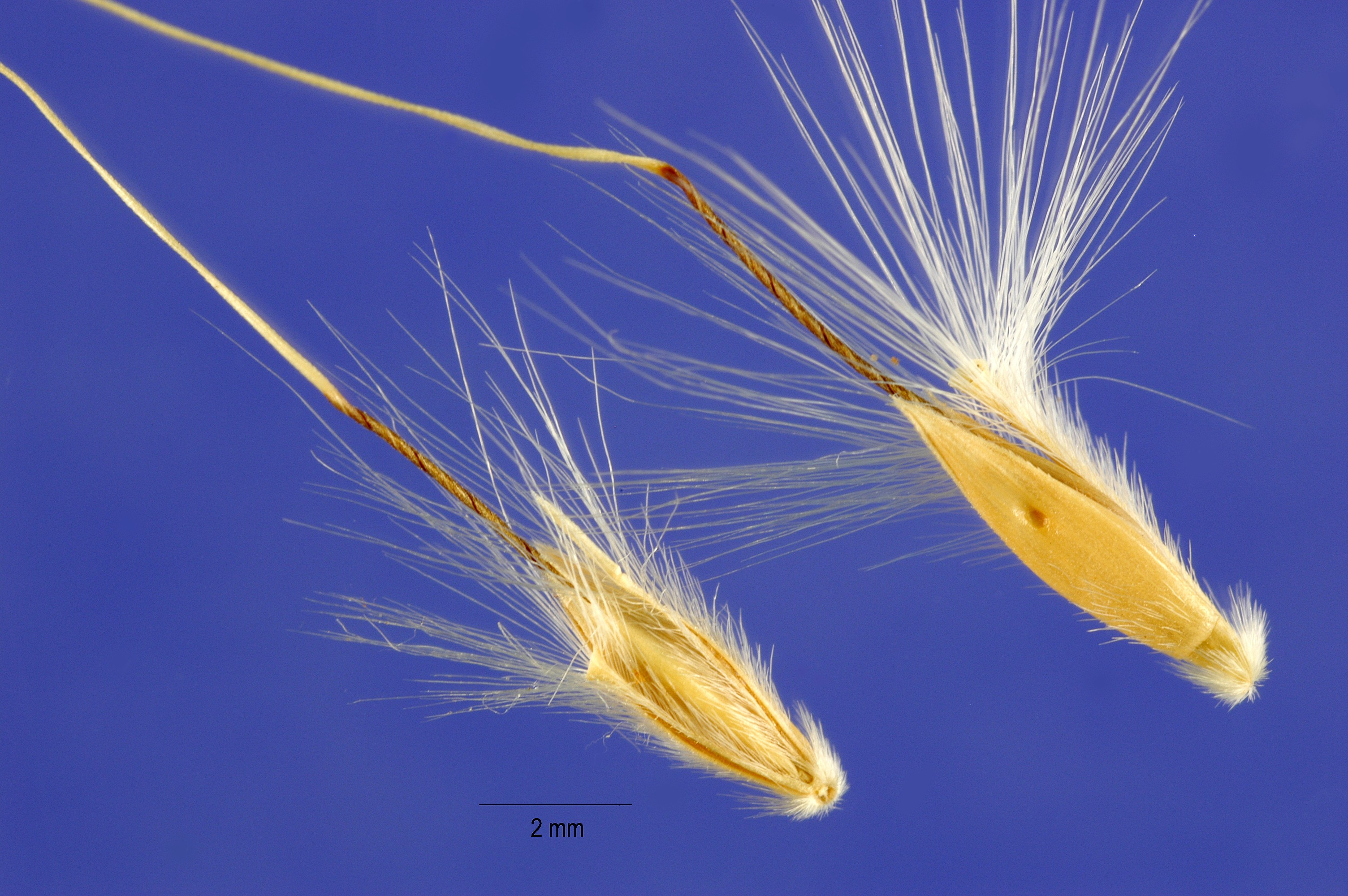
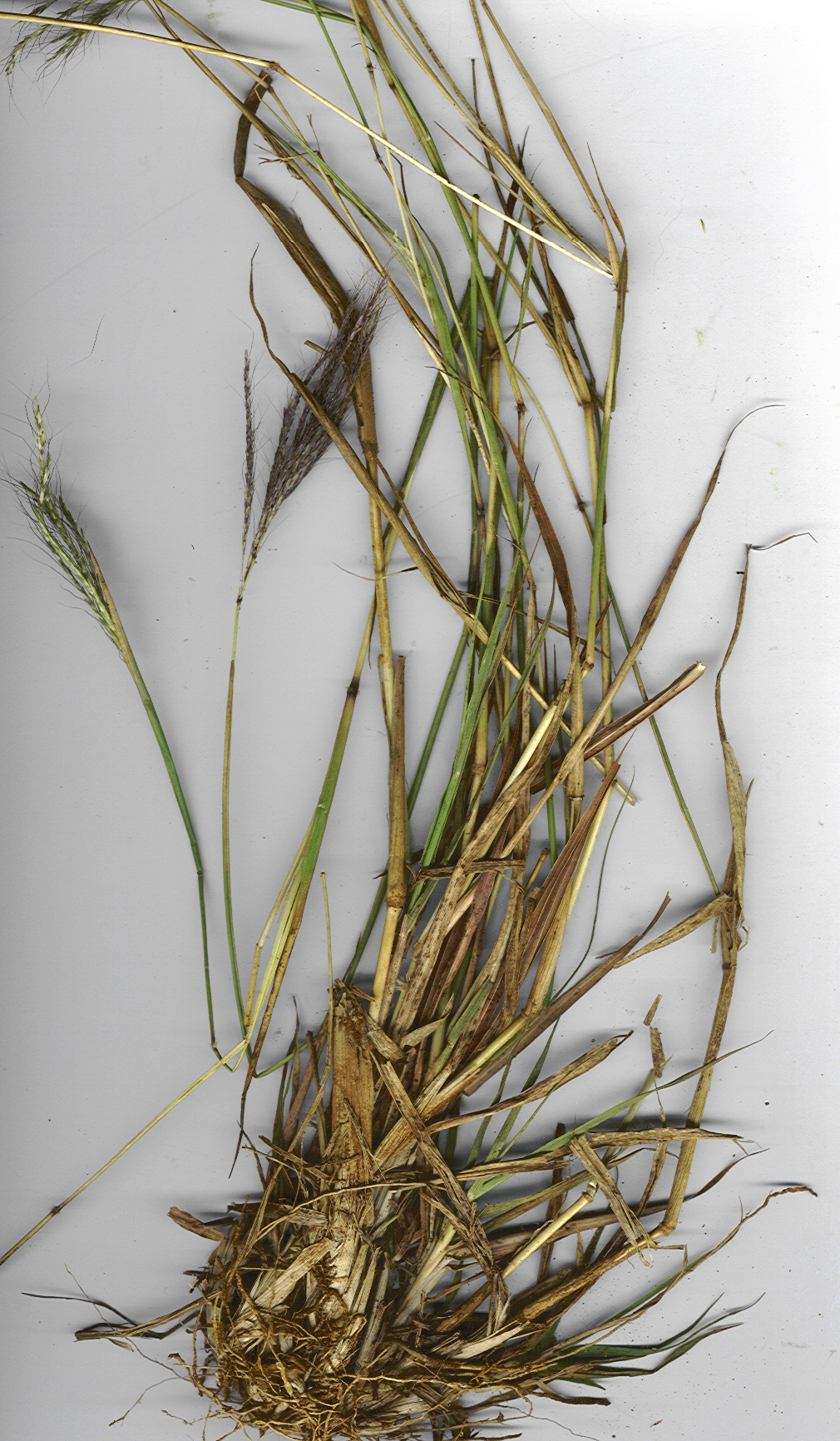
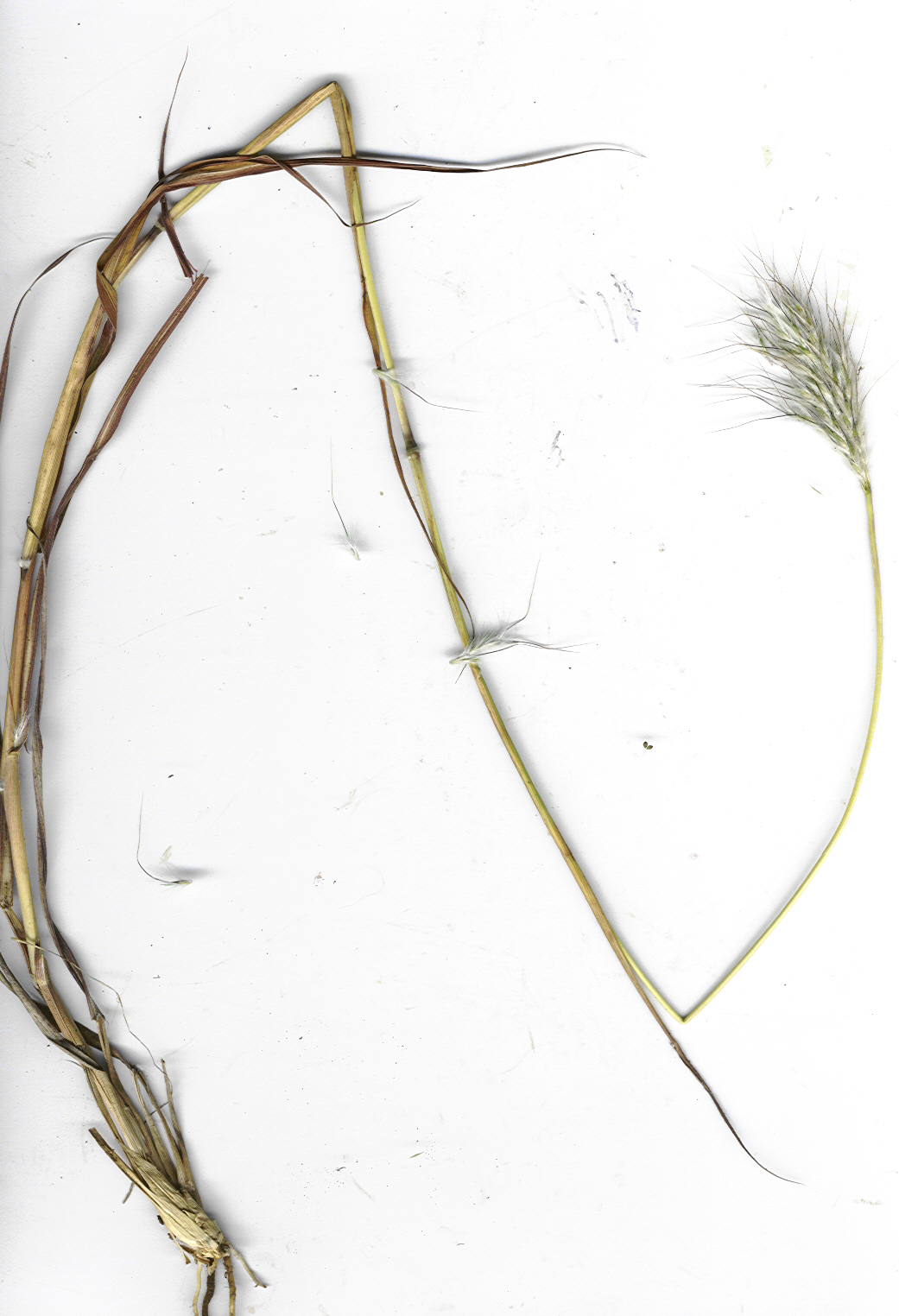
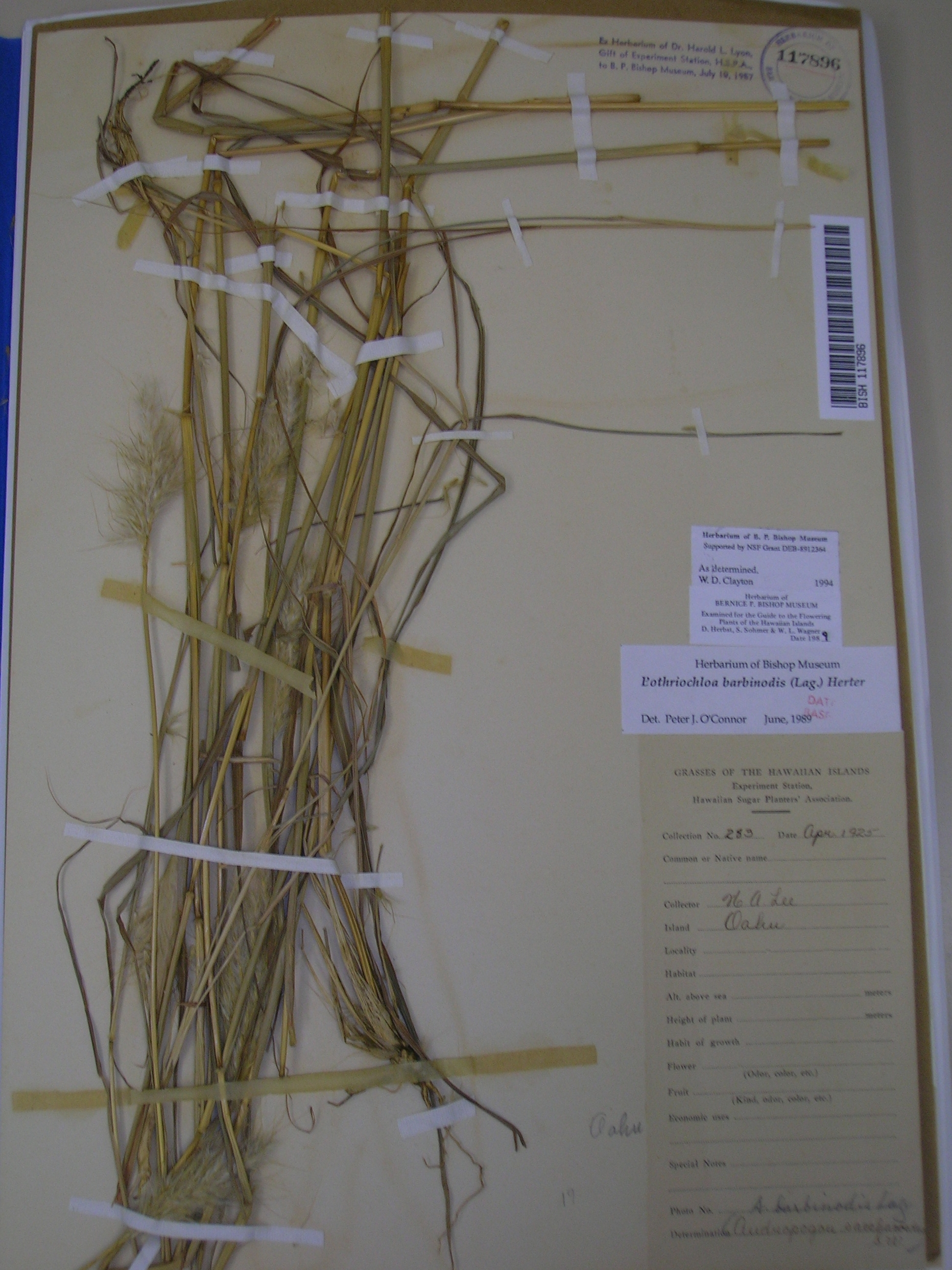